# Ligne de tramway E (TELB)
Pour les articles homonymes, voir Ligne E.
La ligne E est une ancienne ligne du tramway de Lille.

## Histoire
La ligne E ouverte en 1876 sur le réseau originel de tramways à chevaux de la place de la gare à la porte de Douai par les rues des Buisses, du Lombard, des Jardins, Saint-Jacques, de Courtrai, de Thionville, du Pont-Neuf, Négrier, la façade de l'Esplanade, les boulevards de la Liberté et des Écoles et la rue de Douai est déviée en 1886 par le boulevard Vauban et la rue Solférino.
La ligne est électrifiée en 1902 et prolongée jusqu'au passage à niveau du faubourg de Douai, jusqu'à la Mairie de Ronchin en 1907 avec transbordement à ce passage à niveau puis jusqu'à la place de la République à Ronchin en 1911 avec construction d'un pont dédié au tramway au passage à niveau pour enjamber les voies de la ligne Paris-Lille à côté de la gare de Ronchin.
Un dépôt est construit en 1928 rue Abélard pour remiser les motrices circulant isolément au sud du passage à niveau du faubourg de Douai et également celles de la ligne O au sud du passage à niveau du faubourg d'Arras.
En 1940, le détour par le Vieux-Lille est supprimé et remplacé par une boucle de la place de la République à la gare, par la rue du Priez, le Parvis-Saint-Maurice, les rues du Sec-Arembault, de Béthune, les places de Béthune, Richebé à l'aller, les rues du Molinel, de Paris, le parvis-Saint-Maurice au retour.
Au delà de la place de la République, la ligne passait par la rue d'Inkermann, la rue Solférino, la rue de Douai, la rue Armand Carrel, la rue du Faubourg de Douai à Lille, la rue Jean Lavoisier, la rue Jean-Jaurès à Ronchin en passant sur la passerelle. 
Le transbordement est supprimé en 1949 grâce à la construction d'un pont à la place du passage à niveau.

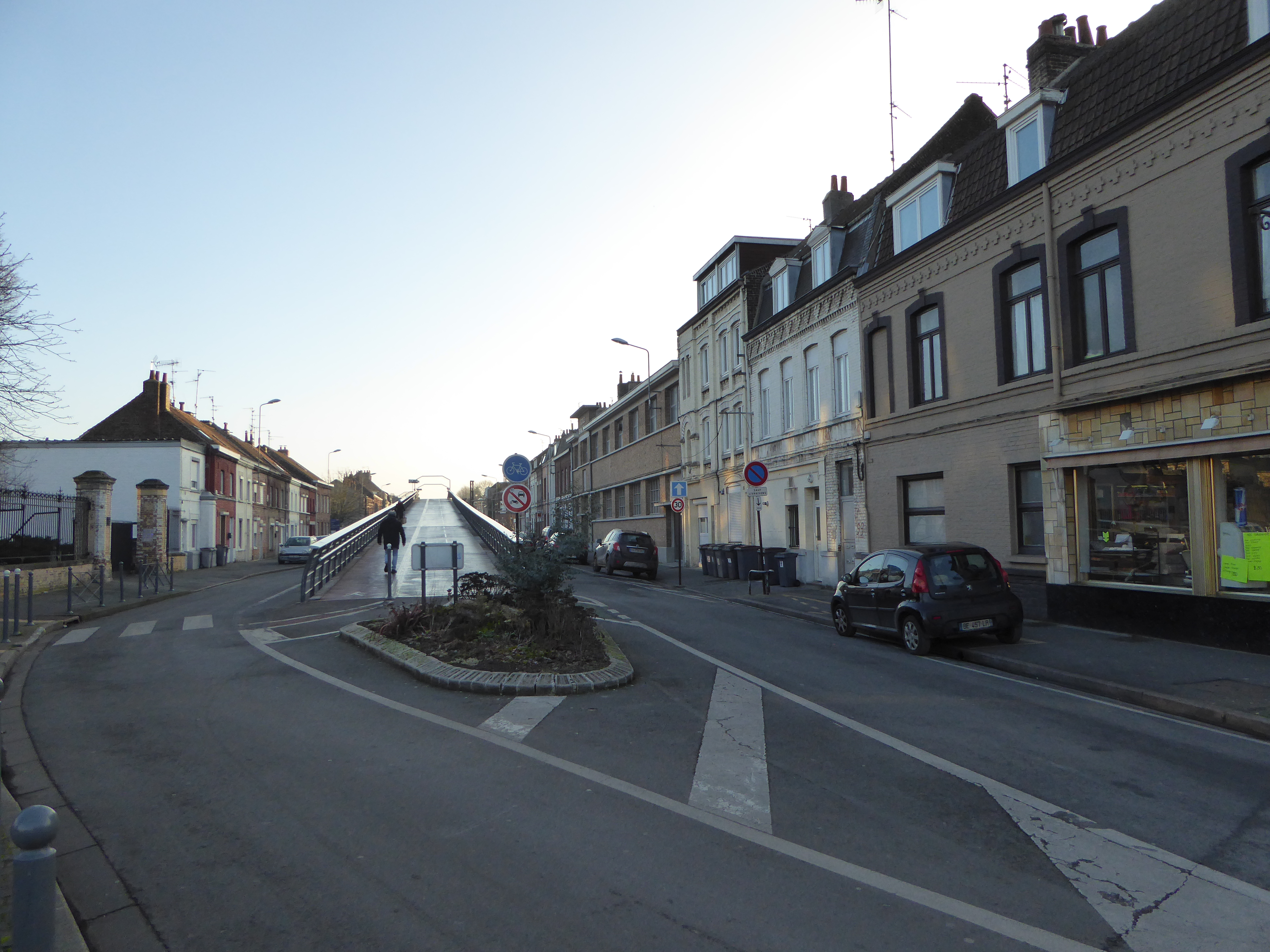
Entrée de l'ancienne passerelle du tramway

En 1955, le terminus est ramené à la Mairie de Ronchin et le parcours par le parvis Saint-Maurice dévié par les rues de Paris, du Molinel et de Tournai.
La ligne est supprimée le 31 juillet 1963 et remplacée par une nouvelle ligne d'autobus sous l'indice 4.
L'ancienne passerelle du tramway enjambant la ligne Paris-Lille avenue Jean-Jaurès à Ronchin est devenue une voie piétonne et cyclable, la circulation motorisée ayant été reportée de l'ancien passage à niveau supprimé à un pont sur le parcours d'une déviation par la rue Lavoisier.